# 尼崎市立成徳小学校
尼崎市立成徳小学校（あまがさきしりつ せいとくしょうがっこう）は、兵庫県尼崎市蓬川町にある公立小学校。
校名は『易経』の言葉「君子以成徳爲行、日可見之行也」に由来する。
少子化による児童数減少が進み、尼崎市教育委員会の尼崎市立小・中学校 適正規模・適正配置推進計画(PDF)では尼崎市立大庄小学校との統合が提案されている。

## 沿革
- 1953年（昭和28年）1月7日 - 尼崎市立大庄小学校及び尼崎市立西小学校から分離し、開校。21学級、児童数1,092名（1～5年）。
- 1953年（昭和28年）2月8日 - 開校式挙行。この日を創立記念日と定める。
- 1956年（昭和31年）4月1日 - 尼崎市立若葉小学校を分離。
- 1962年（昭和37年）7月23日 - プール竣工。
- 1995年（平成7年）1月17日 - 阪神・淡路大震災が発生。運動場が液状化現象を起こし、亀裂を多数生じる。避難所を校内に設置。
- 1995年（平成7年）4月29日 - 避難所を閉鎖。

## 通学区域
- 尼崎市
  - 崇徳院1丁目～3丁目、蓬川町、大庄川田町（73番～79番）、菜切山町（5番～11番）、琴浦町（1番・4番・5番・12番～15番）

卒業生は基本的に尼崎市立大庄中学校へ進学する。

## 周辺
- 琴浦神社
- 尼崎競艇場
- 尼崎道意郵便局
- 尼崎市道道意線
- 蓬川

## アクセス
- 阪神本線 尼崎センタープール前駅から北東へ400m
- 尼崎市営バス30・60・80-1・80-2系統 琴浦神社にて下車
- 尼崎市道「琴浦通り」沿い

## 通学区域が隣接している学校
- 尼崎市立わかば西小学校
- 尼崎市立大庄小学校
- 尼崎市立浜田小学校
- 尼崎市立竹谷小学校